# Guderød
Guderød, Gyderød (dansk) eller Güderott (tysk) er en landsby beliggende 3 km sydøst for Sønder Brarup i det sydøstlige Angel i Sydslesvig. Administrativt hører landsbyen under Borne kommune i Slesvig-Flensborg kreds i den nordtyske delstat Slesvig-Holsten. I kirkelig henseende hører Guderød under Borne Sogn. Sognet lå i Slis Herred (Gottorp Amt, Sønderjylland), da området tilhørte Danmark.
Guderød er førstegang nævnt 1352 (reg. cap.). Efterleddet henføres til ga.da. ryth for rydning, forleddet er afledt af personnavnet Gyth eller henføres til et nordisk gud. Byen er formodeligt opført i en ryddet skov, hvor der forhen kan har været et hedensk offersted. Med under Guderød regnes Guderodmark og Grabølvad (Grabbelwatt). Guderød havde 1987 74 indbyggere. Ved en storband i 1763 brændte tre bygninger ned. 1854 nævnes 6 gårde og to kådnersteder, tilhørende Slils - og Kappel Herred. I 1848 oprettedes en landbsykro med tilsluttede høkeri. Ved vejen til Borne Kirke er der en jagtsten fra Christian 7's tid. Der er flere skovstrækninger i omegnen som Koskov el. Koholt (Kuhholz) ved vejen til Notfeld og Sønder Brarup Skov.